# Gojko Đogo
Gojko Đogo (sau  Gojko Djogo, în chirilica sârbă: Гојко Ђого, n. 21 noiembrie 1940, Vlahovići, Ljubinje, Regatul Iugoslaviei) este un poet și disident sârb, închis în Republica Socialistă Federativă Iugoslavia, în anii 1980, pe baza unor ofense de „defăimare a memoriei lui Iosip Broz Tito”.
În decembrie 1989 a fost unul dintre fondatorii Partidului Democrat din Serbia (Iugoslavia).
Đogo este membru al Academiei de Științe și Arte din Republika Srpska (ANURS). 

## Lucrări
- Tuga pingvina, 1967.
- Kukuta,1978.
- Vunena vremena, 1982.
- Izabrane i nove pesme, 1986.
- Crno runo, 2002.